# Jānis Čakste
Jānis Čakste, né le 14 septembre 1859 à Lielsesava (aujourd'hui paroisse de Viesturi) en Lettonie et mort le 14 mars 1927 à Riga, est un homme politique et un avocat letton.
Il est le premier chef d’État de la Lettonie indépendante en tant que président du Conseil du peuple (1918-1920), puis en tant que président de l’Assemblée constituante (1920-1922), et premier président de la république de Lettonie (1922-1927).
Jānis Čakste est inhumé au cimetière boisé à Riga.

## Sources
- (en) Cet article est partiellement ou en totalité issu de l’article de Wikipédia en anglais intitulé « Jānis Čakste » (voir la liste des auteurs).